# Springfield Cycle Company
Springfield Cycle Company Ltd. war ein britischer Hersteller von Fahrrädern und Automobilen.

## Unternehmensgeschichte
Das Unternehmen aus Sandiacre bei Nottingham stellte Fahrräder her. Eine Anzeige vom 1. Januar 1898 ist überliefert. 1900 begann die Produktion von Automobilen. Der Markenname lautete Valkyrie. Im gleichen Jahr endete die Automobilproduktion.

## Automobile
Das einzige Modell war ein Kleinwagen, der französischen Voiturettes ähnelte. Ein Einbaumotor von De Dion-Bouton mit 3,5 PS Leistung war vorne unter einer Motorhaube montiert und trieb über eine Kardanwelle die Hinterachse an. Das Getriebe hatte drei Gänge.